# Баймишев, Хамидулла Балтуханович
Хамидулла Балтуханович Баймишев (род. 1951) — советский и российский учёный, доктор биологических наук (2000), профессор (2001), академик Российской академии естественных наук.
Автор более 400 научных трудов, в том числе 1 учебник «Анатомия животных» для аграрных ВУЗов России, 14 учебных пособий и 18 монографий, а также ряда патентов на изобретение.

## Биография
Родился 7 апреля 1951 года в Сергиевском районе Куйбышевской области в многодетной казахской семье. Детство провёл в зерносовхозе «Серноводский». Отец умер, когда Хамидулле было десять лет.
После восьмилетки, в 1970 году, окончил Сергиевский зооветеринарный техникум по специальности «Ветеринарный фельдшер». После службы в Советской армии, в 1977 году окончил с отличием Куйбышевский сельскохозяйственный институт (ныне Самарский государственный аграрный университет) по специальности «Зоотехния». Продолжил обучение в аспирантуре Московской ветеринарной академии им. К. И. Скрябина и в 1984 получил степень кандидата биологических наук, защитив диссертацию на тему «Влияние различной степени двигательной активности на морфологию вен пальцев тазовой конечности крупного рогатого скота в постнатальном онтогенезе». В 2000 году в Ставропольском государственном аграрном университете защитил докторскую диссертацию на тему «Морфофункциональный адаптогенез половых органов телок в зависимости от степени локомоции в постнатальном онтогенезе». В 2003 году получил второе высшее образование, с отличием окончив Оренбургский аграрный университет по специальности «Ветеринария».
В настоящее время Хамидулла Балтуханович Баймишев — заведующий кафедрой «Анатомия, акушерство и хирургия» Самарского государственного аграрного университета. Работает
на кафедре с 1977 года: ассистент, доцент, профессор, заведующий кафедрой.
Работает над усовершенствованием существующих и разработкой новых адаптивных технологий в животноводстве на основе экологизации и биологизации интенсивных процессов Самарской области. Ведет аспирантскую подготовку по специальностям «Диагностика болезней и терапия животных, патология, онкология и морфология животных», «Ветеринарное акушерство и биотехнология репродукции животных»; под руководством профессора Хамидуллы Баймишева подготовлено 2 доктора наук и 22 кандидата наук.

## Семья
В семье у Хамидуллы Балтухановича трое детей: дочь — Елена доцент, кандидат сельскохозяйственных наук; сын — Ринат доцент, кандидат технических наук; сын — Баймишев Мурат, доцент, доктор ветеринарных наук, продолжает дело отца, работая рядом с ним.

## Заслуги
- - почётный работник Высшего профессионального образования РФ (2002);
  - заслуженный деятель науки РФ (2008);
  - награждён медалью Гиппократа Всемирной академии ветеринарии (2009);
  - лауреат премии Губернатора Самарской области за выдающиеся результаты в решении медико-биологических проблем (2013);
  - почётный работник Агропромышленного комплекса РФ (2014);
  - кавалер Ордена почёта (2017);
  - лауреат Губернской премии в области науки и техники (2003, 2022);
  - лауреат общенациональной премии в номинации «Профессор года» (2022);[5]